# エソテリック・レコーディングス
エソテリック・レコーディングス（Esoteric Recordings）は、チェリー・レッド・レコードの傘下で、1970年代のプログレッシブ・ロック、フォーク、サイケデリック、ジャズ・ロックのリイシューを専門とするイギリスの独立系レコード・レーベルである。そのリリースには、過去のカタログの再発と、同様な音楽遺産を共有するアーティストの新作発表の両方が含まれている。
レーベルの創設者はマーク・パウエルで、2000年からユニバーサル、ソニー、EMIでフリーランスの音楽コンサルタントを務め、ソフト・マシーン、キャラヴァン、キャメル、マン、ホークウインドと仕事し、デラム、デッカ、ヴァーティゴ、ハーヴェスト、ユナイテッド・アーティスツといった過去のレーベルをカバーしプロデュースした人物である。彼のコンサルタント業務によって、「エクレクティック・ディスク (Eclectic Discs)」という名の独立した再発レーベルが設立され、彼からしたら価値ありと考えられるものながら、メジャー・レーベルの関心を引くのに十分な商業的地位を確立していない見逃されたリリース作品をライセンスしていった。他のリリースはアーティスト自身からのものであるが、レーベルはバークレイ・ジェイムス・ハーヴェストなどのアーティストからのDVDのリリースにも関与している。
2008年の会話で、パウエルは言っている：
「インスピレーションは、アイランドやハーヴェストのようなレーベルが1960年代後半から1970年代前半にかけて仕事していたときのような方法にあって、それによる物事の進め方はスタイル的に異なっていましたが、同じ種類の聴衆に訴えかけることができたんです。フォーク、ジャズ、ハードロック、サイケ、エレクトロなど、その時代のものは、大まかに言うとプログレッシブとして分類されていたものです。しかし、それは非常に多くのものを取り入れていました。私が個人的に愛しているものはすべて、私が持っている、または以前持っていたレコードを実際に調べて、CDに収録すべきだと考えています。幸運なことに、私の意見を共有してくれる人々が一定数存在してくれています」
レーベルのリリースの中には、ジャック・ブルースの6枚組CD『Can You Follow?』や、ビル・ネルソンの4枚組CD『Trial by Intimacy (The Book of Splendours)』を含むボックスセットがあり、また、マン、クレア・ハミル、キーフ・ハートリー・バンド、エッグ、マイケル・ムアコック、ゲイリー・ファー、デヴィッド・アレン、レア・バードなどのアーティストによる単体でのリリースがある。
2012年、エソテリック・レコーディングスは最前線のレコード・レーベル「エソテリック・アンテナ (Esoteric Antenna)」を設立し、スクアケット（スティーヴ・ハケットとクリス・スクワイア）のデビュー・アルバム『ア・ライフ・ウィズィン・ア・デイ』を発表した。また、オックスフォードを拠点とするバンドの「Sanguine Hum」や、ギタリストのマット・スティーヴンスと契約した。

## 契約アーティスト
- アリス・フレドナム (Alice Fredenham)
- デヴィッド・アレン (Daevid Allen)
- アンダーソン・ブルーフォード・ウェイクマン・ハウ (Anderson Bruford Wakeman Howe)
- アーサー・ブラウン (Arthur Brown)
- トニー・バンクス (Tony Banks)
- バークレイ・ジェイムス・ハーヴェスト (Barclay James Harvest)
- ジャック・ブルース (Jack Bruce)
- キャメル (Camel)
- カーヴド・エア (Curved Air)
- ディスコ・ジェッツ (Disco Jets)
- エッグ (Egg)
- イースト・オブ・エデン (East of Eden)
- ゲイリー・ファー (Gary Farr)
- ビル・フェイ (Bill Fay)
- FM (FM)
- キーフ・ハートリー・バンド (Keef Hartley Band)
- クレア・ハミル (Claire Hamill)
- ホークウインド (Hawkwind)
- ラヴ・スカルプチャー (Love Sculpture)
- マン (Man)
- メロウ・キャンドル (Mellow Candle)
- マイケル・ムアコック (Michael Moorcock)
- モーガン (Morgan)
- モーガン・フィッシャー・アンド・ロル・コックスヒル (Morgan Fisher and Lol Coxhill)
- ビル・ネルソン (Bill Nelson)
- レア・バード (Rare Bird)
- トッド・ラングレン (Todd Rundgren)
- スペース・リチュアル (Space Ritual)
- スクアケット (Squackett)
- スーパーシスター (Supersister)
- タンジェリン・ドリーム (Tangerine Dream)
- ウェブ (Web)
- ウィグワム (Wigwam)
- クリス・ウッド (Chris Wood)